# María Luisa Caturla
María Luisa Levi Caturla (San Gervasio de Cassolas, 10 de julio de 1888-Villaviciosa de Odón, 25 de agosto de 1984) fue una historiadora de arte española, vocal del Real Patronato del Museo del Prado desde 1960,miembro de la Real Academia de Bellas Artes de San Fernando desde 1979 y académica honoraria de la Real Academia Extremeña de las Letras y las Artes en 1982. Se han destacado sus estudios de los pintores Antonio de Puga y Francisco de Zurbarán. En 1975, recibió el Lazo de la Orden Civil de Alfonso X el Sabio.

## Trayectoria
Nació en 1888 en Barcelona. Sus padres fueron María de los Remedios Caturla Puig, natural de Valencia, y Eduard Levi Stein, natural de Rexingen (Alemania). El 2 de diciembre de 1933 se concedió la nacionalidad española a María Luisa. Había estudiado en Alemania. En Madrid, estableció lazos con el filósofo José Ortega y Gasset. En 1944, publicó en el Consejo Superior de Investigaciones Científicas (CSIC) Arte de épocas inciertas, sobre la presencia del gótico flamígero en el arte moderno. Ortega y Gasset leyó esta obra y le propuso hacer otra edición revisada para la Revista de Occidente. Poco después le encargó una monografía sobre Zurbarán, lo que la llevó a investigar en los principales archivos de Madrid y Sevilla durante más de veinte años. Se especializó en la pintura española del siglo XVII, trabajo recogido en Pinturas, frondas y fiestas del Buen Retiro, Los retratos del salón dorado en el antiguo Alcázar de Madrid (ambos publicados en 1947), Un pintor gallego en la corte de Felipe IV. Antonio Puga (obra conjunta con Francisco Javier Sánchez Cantón, publicada en 1952), y Cartas de pago de los cuadros de batallas del Salón de Reinos (1960).
Considerada una de las especialistas en la obra de Francisco de Zurbarán, que reflejó  en sus publicaciones sobre el hijo de Zurbarán Juan de Zurbarán (1953), Velázquez y Zurbarán (1960) y Fin y muerte de Zurbarán (1964), participando también en la elaboración del catálogo de la exposición "Zurbarán en el III centenario de su muerte", organizada por el Museo del Prado en 1965. Además de estas monografías, destacar su participación en trabajos colectivos como Paret, de Goya coetáneo y dispar,y el estudio sobre Zurbarán en colaboración con Odile Delenda.
Murió el 25 de agosto de 1984 en Villaviciosa de Odón (Madrid) a los 96 años de edad. 
Su figura, olvidada durante décadas, fue recuperada por el Museo Nacional de Escultura con un triple proyecto: Arte de épocas inciertas. María Luisa Caturla, que incluyó una exposición temporal en su sede del Colegio de San Gregorio (Valladolid), entre el 5 de marzo y el 27 de junio de 2021, una exposición digital, artedeepocasinciertas.com, y una nueva edición de su famoso libro de 1944 Arte de épocas inciertas (Fundación de Amigos del Museo Nacional de Escultura, 2021).

## Obra
- Arte de épocas inciertas, Madrid, Arbor, 1944.
  - Arte de épocas inciertas (1944), Valladolid, Fundación de Amigos del Museo Nacional de Escultura, 2021.[9]
- Zurbarán, María Luisa Caturla, Odile Delenda, Bibliothèque des Arts, 2003. ISBN 978-2-85047-248-0

## Reconocimientos
En 2020, fue incluida dentro del proyecto “Mujeres Investigadoras en los Archivos Estatales (1900-1970)” para la descripción archivística y creación de un micrositio específico en el Portal de Archivos Españoles (PARES), desarrollado entre 2020-2023. Este proyecto ha sido impulsado por la Subdirección General de Archivos Estatales, con el objetivo visibilizar la labor de investigación realizada en España por las mujeres en el intervalo 1900-1970 partiendo de los registros documentales que se conservan en los Archivos de Gestión de los AAEE del Ministerio de Cultura (el Archivo Histórico Nacional, el Archivo de la Corona de Aragón, el Archivo General de Simancas, el Archivo General de Indias, el Archivo de la Real Chancillería de Valladolid, el Archivo General de la Administración y el Centro de Información Documental de Archivos).
Al año siguiente, en 2021, se organizó la exposición Arte de épocas inciertas, homenaje a María Luisa Levi Caturla, en el Museo Nacional de Escultura de Valladolid.